# Alocodesmus hanseni
Alocodesmus hanseni är en mångfotingart som beskrevs av Filippo Silvestri 1898. Alocodesmus hanseni ingår i släktet Alocodesmus och familjen Chelodesmidae. Inga underarter finns listade i Catalogue of Life.